# Vítějeves
Vítějeves – miejscowość i gmina (obec) w Czechach, w kraju pardubickim, w powiecie Svitavy. W 2022 roku liczyła 421 mieszkańców.